# Душанбинская епархия
Душанби́нская и Таджикиста́нская епа́рхия (тадж. Епархияи Душанбе ва Тоҷикистон) — епархия Русской православной церкви, объединяющая приходы на территории Республики Таджикистан и входящая в Среднеазиатский митрополичий округ.
Кафедральный город — Душанбе. Кафедральный собор — Никольский.

## История
Образована выделением из Ташкентской и Среднеазиатской епархии определением Священного Синода РПЦ от 27 июля 2011 года. Входит в состав Среднеазиатского митрополичьего округа.
В ноябре 2012 года епархия открыла курсы русского языка в сельских районах Таджикистана.
6 апреля 2017 года епископ Душанбинский и Таджикистанский Питирим посетил Комитет по делам религии, упорядочения национальных традиций, торжеств и обрядов при Правительстве Республики Таджикистан, где в торжественной обстановке ему был вручено Свидетельство о государственной регистрации Душанбинской епархии.

## Епископы
- Викентий (Морарь) (27 июля 2011 — 1 августа 2012) в/у, митрополит Ташкентский
- Питирим (Творогов) (1 августа 2012 — 30 августа 2019)
- Павел (Григорьев) (30 августа 2019 ― 24 октября 2024)
- Феодосий (Чащин) (с 24 октября 2024 года), в/у, епископ Нижнетагильский и Невьянский (с 24 июля 2025 — Самарский и Новокуйбышевский, с 19 августа 2025 — митрополит)

## Благочиннические округа
- Таджикский [5]

## Храмы
В стране шесть действующих православных храмов:
- Кафедральный храм — Свято-Никольский собор в Душанбе
- Храм-часовня в честь Иверской иконы Божией Матери на территории одной из войсковых частей 201-й российской военной базы
- Храм Покрова Пресвятой Богородицы в Турсунзаде
- Храм Марии Магдалины в Худжанде
- Храм в честь Иверской иконы Божией Матери в Бустоне
- Храм архистратига Михаила в Бохтаре